# Napalm Records
La Napalm Records è un'etichetta discografica indipendente austriaca, specializzata nel genere heavy metal.

## Storia

### 1992-1999: Origini e prime produzioni
La Napalm Records fu fondata a Eisenerz nel 1992 da Markus Riedler. Nel primo periodo concentrandosi inizialmente nella distribuzione dei dischi di gruppi black metal come Abigor e Summoning per poi espandersi nel genere folk, oltre ai vari sottogeneri dell'heavy metal.

### 2000-2010
Nel 2005 la Napalm Records comincia a distribuire i dischi della band power metal Powerwolf, mentre nel 2008 pubblica il primo album della band folk metal scozzese Alestorm e il terzo album del gruppo svedese Isole. Nel novembre del 2006 la casa discografica apre un canale sul sito YouTube.

### 2010-in poi
Nel novembre 2020 l'etichetta ha rilevato interamente le azioni della SPV GmbH.